# Eduardo Mitre
Eduardo Mitre (* 1943 in Oruro, Bolivien) ist ein bolivianischer Dichter, Essayist, Kritiker und Literaturübersetzer. Er promovierte 1981 an der University of Pittsburgh mit der Arbeit Huidobro: hambre de espacio y sed de cielo über die Lyrik von Vicente Huidobro. Neben seinen eigenen Gedichtbänden veröffentlichte er vier von längeren Essays begleitete Anthologien bolivianischer Lyrik. Zudem gab er 1998 eine Anthologie belgischer Gedichte heraus, die er vom Französischen ins Spanische übersetzte.
Er ist Associate Professor an der University of Pittsburgh und Professor für Literatur an der Saint John’s University. Nach Einschätzung des Festivals für lateinamerikanische Poesie in Wien zählt er zu den «am weitesten anerkannten und international gefeierten Dichtern Boliviens». Er ist ordentliches Mitglied der Bolivianischen Sprachakademie.

## Poesie (Auswahl)
- Heimstatt (1975)
- Mirabilia (1979)
- Herbstlinien (1993)
- Der Pilger und die Abwesenheit: Anthologie (1988)
- Der Regenschirm Manhattans (2004)
- Die Kirchenfenster meiner Erinnerung (2007)

## Essayistisches Werk
- Der Baum und der Stein (1988)
- Der Atem in den Blättern (1998)
- Über vier Konstellationen, 2. Ausgabe (2005)